# Kiara Alexander
Kiara Alexander, detta Kiki (6 settembre 2001), è una sciatrice alpina canadese.

## Biografia
Attiva dal dicembre del 2017, in Nor-Am Cup la Alexander ha esordito il 10 dicembre dello stesso anno a Panorama in supergigante (18ª) e ha conquistato la prima vittoria, nonché primo podio, il 22 novembre 2021 a Copper Mountain in slalom speciale; ha debuttato in Coppa del Mondo l'11 gennaio 2022 a Schladming nella medesima specialità, senza completare la prova. È inattiva dal dicembre del 2022; non ha preso parte a rassegne olimpiche o iridate.

## Palmarès

### Nor-Am Cup
- Miglior piazzamento in classifica generale: 4ª nel 2022
- 11 podi:
  - 6 vittorie
  - 2 secondi posti
  - 3 terzi posti

#### Nor-Am Cup - vittorie
| Data             | Località           | Paese       | Specialità |
| ---------------- | ------------------ | ----------- | ---------- |
| 22 novembre 2021 | Copper Mountain    | Stati Uniti | SL         |
| 14 febbraio 2022 | Whiteface Mountain | Stati Uniti | KB         |
| 3 dicembre 2022  | Copper Mountain    | Stati Uniti | SL         |
| 9 dicembre 2022  | Copper Mountain    | Stati Uniti | SG         |
| 9 dicembre 2022  | Copper Mountain    | Stati Uniti | SG         |
| 29 gennaio 2025  | Lake Louise        | Canada      | SL         |

Legenda:

SG = supergigante

SL = slalom speciale

KB = combinata

### Campionati canadesi
- 6 medaglie:
  - 2 ori (slalom gigante nel 2021; slalom speciale nel 2025)
  - 3 argenti (slalom speciale nel 2019; slalom speciale nel 2021; slalom speciale nel 2022)
  - 1 bronzo (slalom gigante nel 2022)